# Sindrome da perdita di sali cerebrale
La sindrome da perdita di sali cerebrale (Cerebral salt-wasting syndrome, CSWS) è una rara patologia endocrina caratterizzata da iponatremia (bassa concentrazione di sodio nel sangue) e disidratazione come risposta a trauma, emorragia o alla presenza di tumori del cervello o dei tessuti vicini. Tale forma di iponatremia è dovuta ad una eccessiva escrezione di sodio da parte dei reni, mediata da un meccanismo centrale.
Questa patologia è stata descritta per la prima volta nel 1950.

## Sintomi
I sintomi principali includono poliuria (almeno 2,5 litri in 24 ore, negli adulti), perdita di sodio, polidipsia (sete eccessiva) dovuta alla poliuria, appetito estremo per il sale (p.e. desiderio di bere salamoia), disautonomia e disidratazione. I pazienti spesso si auto-medicano orientandosi verso una dieta ad alto contenuto di sodio e aumentando vertiginosamente il loro apporto idrico. Possono verificarsi inoltre crampi muscolari, stordimento, vertigini, ansia o attacchi di panico (non legati ad alterazioni psichiche), tachicardia o bradicardia, ipotensione e ipotensione ortostatica che a volte può determinare delle sincopi. Altri sintomi legati alla disautonomia includono: mal di testa, pallore, malessere, rossore del viso, stitichezza o diarrea, nausea, reflusso acido, alterazioni della visione, torpore, dolore di origine nervosa, difficoltà di respirazione, dolore toracico, perdita di coscienza e convulsioni.

## Cause e diagnosi
La CSWS è solitamente causata da ferite, traumi, ematomi o neoplasie cerebrale. Questa malattia viene diagnosticata per esclusione e potrebbe essere difficile distinguerla dalla Sindrome da inappropriata secrezione di ADH (SIADH), che si sviluppa in simili circostanze e crea anch'essa iponatremia. La differenza clinica maggiore è sullo stato volemico (quantità di liquidi totali nell'organismo) del paziente: la CSWS conduce ad una relativa o franca ipovolemia, mentre la SIADH si presenta con uno stato volemico normale o aumentato. La concentrazione di sodio nelle urine tende ad essere inferiore ai 100 mEq/L nella CSWS e maggiore nella SIADH. Se il sodio ematico aumenta dopo restrizione idrica, è più probabile che si sia di fronte ad una SIADH.

## Terapia
La CSWS solitamente inizia nella prima settimana dall'insulto cerebrale e si esaurisce di solito in 3-4 settimane, ma in alcuni casi può perdurare per mesi o anni. Mentre la SIADH viene curata con la restrizione idrica, la CSWS richiede una copiosa idratazione e reintegrazione di sodio e cloro tramite compresse. In alcuni casi, il fludrocortisone (un mineralcorticoide) migliora l'iponatremia.